# 石巻市立釜小学校
石巻市立釜小学校は、宮城県石巻市にある公立小学校。

## 沿革
- 1946年（昭和21年）
  - 門脇小学校から釜国民学校として独立（児童数：447名 学級数：8学級）
  - 5月7日 - 校歌制定
- 1951年（昭和26年）
  - 完全給食実施
- 1956年（昭和31年）
  - 校旗樹立
- 1970年（昭和45年）
  - 新校舎（現在地）へ移転
- 1972年（昭和47年）
  - 体育館落成
- 1974年（昭和49年）
  - プール落成
- 1981年（昭和56年）
  - 玄関前に校歌碑建立
- 1988年（昭和63年）
  - 完全給食方式からセンター方式に移行
  - PTAバザー実施
- 1997年（平成9年）
  - 図工室新築
- 1998年（平成10年）
  - 「釜小農園」開設
  - 「なしの木学級」（弱視学級）設立
- 1999年（平成11年）
  - 6月 -「なかよし学級」（情緒障害学級）設立
- 2000年（平成12年）
  - 「なしの木学級」（知的障害学級）設立
- 2001年（平成13年）
  - 「ひまわり学級」（肢体不自由学級）設立
- 2007年（平成19年）
  - 「なかよし学級」（情緒障害児学級）設立
- 2011年（平成23年）
  - 3月11日 - 東北地方太平洋沖地震にて罹災、避難所開設
  - 10月6日 - 避難所閉鎖
- 2013年（平成25年）
  - 震災復興工事完了
- 2014年（平成26年）
  - 校訓制定
- 2015年（平成27年）
  - 「梨のふるさと釜」石碑建立
- 2017年（平成29年）
  - キャッチフレーズである「やさしく」「かしこく」「たくましく」の看板を四階ベランダに設置
- 2020年（令和2年）
  - 3月2日 - 新型コロナウイルス感染症の世界的流行を受けて休校[1]

## 東日本大震災による被害
東日本大震災の際、付近にある石巻市泉町・門脇の地震計は両方とも震度6弱を記録していた。

### 人的被害
児童24名が犠牲、1名が行方不明という甚大な被害を受けた。

### 物的被害
校舎一階が約1.3mの高さまで、体育館がステージ高付近まで浸水した。

また、プールが水没、ボイラーが被災した。

## 学区
学区は以下の通りである。
- 中島町
- 重吉町
- 西浜町
- 築山一丁目・二丁目・三丁目・四丁目
- 三ツ股一丁目・二丁目・三丁目・四丁目
- 中浦一丁目・二丁目
- 新館一丁目・二丁目・三丁目
- 中屋敷一丁目・二丁目
- 大街道西一丁目（2番39号、2番51号から2番53号まで、4番、12番）・二丁目・三丁目
- 門脇
  - 字浦屋敷
  - 字捨喰
  - 字明神
  - 字鷲塚
  - 字下鷲塚
  - 字元明神
  - 字元捨喰
  - 字元浦屋敷
  - 字青葉東
  - 字青葉西
  - 字一番谷地
  - 字二番谷地

## 校章について
1946年（昭和21年）の開校と同時に設定された校旗は「古くから釜・大街道地区に梨園が数多くあり、地方の特産として有名であった」ことから梨の花の図案が用いられ、この図案は一貫して変わらず、現在に至っている。また、1957年（昭和32年）9月1日から児童に佩用させた、バッチ・帽章と同時に製作した「わかば会旗」も同様の図案になっている。